# Eccellenza Trentino-Alto Adige 1999-2000
Il campionato di Eccellenza Trentino-Alto Adige 1999-2000 è stato il nono organizzato in Italia. Rappresenta il sesto livello del calcio italiano.
Questo è il campionato regionale della regione Trentino-Alto Adige (anche noto in tedesco come Oberliga, letteralmente "lega superiore").

## Squadre partecipanti
| Squadra                   | Città                      |
| ------------------------- | -------------------------- |
| U.S.D. Anaune             | Cles (TN)                  |
| S.S. Benacense Riva       | Riva del Garda (TN)        |
| U.S. Comano Terme e Fiavè | Ponte Arche (TN)           |
| S.S. Condinese            | Condino (TN)               |
| U.S.D. Garibaldina        | San Michele all'Adige (TN) |
| U.S. Mori Santo Stefano   | Mori (TN)                  |
| S.V. Naturns              | Naturno (BZ)               |
| S.V. Natz                 | Naz (BZ)                   |
| F.C. Neugries             | Bolzano (BZ)               |
| A.S.D. Rotaliana          | Mezzolombardo (TN)         |
| U.S. Rovereto             | Rovereto (TN)              |
| S.V. Salurn Raiffeisen    | Salorno (BZ)               |
| S.V. Tramin               | Termeno (BZ)               |
| S.V. Vahrn                | Varna (BZ)                 |
| U.S. Vallagarina          | Villa Lagarina (TN)        |
| U.S. Villazzano           | Villazzano di Trento (TN)  |

## Classifica finale
|  | Pos. | Squadra            | Pt | G  | V  | N  | P  | GF | GS | DR  |
|  | ---- | ------------------ | -- | -- | -- | -- | -- | -- | -- | --- |
|  | 1.   | Condinese          | 61 | 30 | 18 | 7  | 5  | 43 | 23 | +20 |
|  | 2.   | Rotaliana          | 55 | 30 | 16 | 7  | 7  | 51 | 34 | +17 |
|  | 3.   | Vallagarina        | 52 | 30 | 13 | 13 | 4  | 39 | 22 | +17 |
|  | 4.   | Comano Terme Fiavè | 47 | 30 | 12 | 11 | 7  | 30 | 23 | +7  |
|  | 5.   | Benacense 1905     | 44 | 30 | 10 | 14 | 6  | 41 | 29 | +12 |
|  | 6.   | Natz               | 42 | 30 | 11 | 9  | 10 | 40 | 37 | +3  |
|  | 7.   | Mori S.Stefano     | 41 | 30 | 11 | 8  | 11 | 23 | 25 | -2  |
|  | 8.   | Salurn             | 39 | 30 | 9  | 12 | 9  | 37 | 37 | 0   |
|  | 9.   | Tramin             | 39 | 30 | 9  | 12 | 9  | 28 | 32 | -4  |
|  | 10.  | Rovereto           | 37 | 30 | 7  | 16 | 7  | 29 | 27 | +2  |
|  | 11.  | Neugries           | 37 | 30 | 9  | 10 | 11 | 37 | 43 | -6  |
|  | 12.  | Garibaldina        | 35 | 30 | 9  | 8  | 13 | 36 | 39 | -3  |
|  | 13.  | Vahrn              | 33 | 30 | 8  | 9  | 13 | 24 | 40 | -16 |
|  | 14.  | Villazzano         | 30 | 30 | 7  | 9  | 14 | 23 | 35 | -12 |
|  | 15.  | Naturns            | 26 | 30 | 6  | 8  | 16 | 29 | 41 | -12 |
|  | 16.  | Anaune             | 21 | 30 | 4  | 9  | 17 | 22 | 45 | -23 |

Verdetti
- Condinese promossa in Serie D 2000-2001.
- Garibaldina (a causa della retrocessione del Mezzocorona dal C.N.D.), Vahrn (a causa della retrocessione del Bozen dal C.N.D.), Vilazzano (a causa della retrocessione dell'Arco dal C.N.D.), Naturns e Anaune retrocedono in Promozione 2000-2001.